# Сильнее смерти (фильм)
Сильнее смерти (англ. Stronger Than Death) — американская мелодрама режиссёра Эрбера Блаше 1920 года.

## Сюжет
Сигрид, французская танцовщица с больным сердцем, которой её врач запретил танцевать. Но когда её танцевальные навыки необходимы, чтобы помочь подавить восстание на Ост-Индской границе, она решает танцевать любой ценой.

## В ролях
- Алла Назимова — Сигрид Ферсена
- Чарльз Брайант[англ.] — майор Тристан Бойкиколт
- Чарльз К. Френч[англ.] — полковник Бойкиколт
- Маргарет Маквейд — миссис Бойкиколт
- Герберт Прайор — Джеймс Барклай
- Вилльям Орламонд — преподобный мистер Мередит
- Милла Дэвенпорт — миссис Смитерс
- Генри Хермон — Вахана
- Дагмар Годовски[англ.]